# Henrik Zetterberg
Henrik Zetterberg (Njurunda, 9 oktober 1980) is een Zweedse ijshockeyspeler. Hij debuteerde in 2002 in de NHL als speler van de Detroit Red Wings. Hij won als speler eenmaal de Stanley Cup en behaalde goud met de Zweedse ijshockeyploeg op de Olympische Winterspelen van 2006.

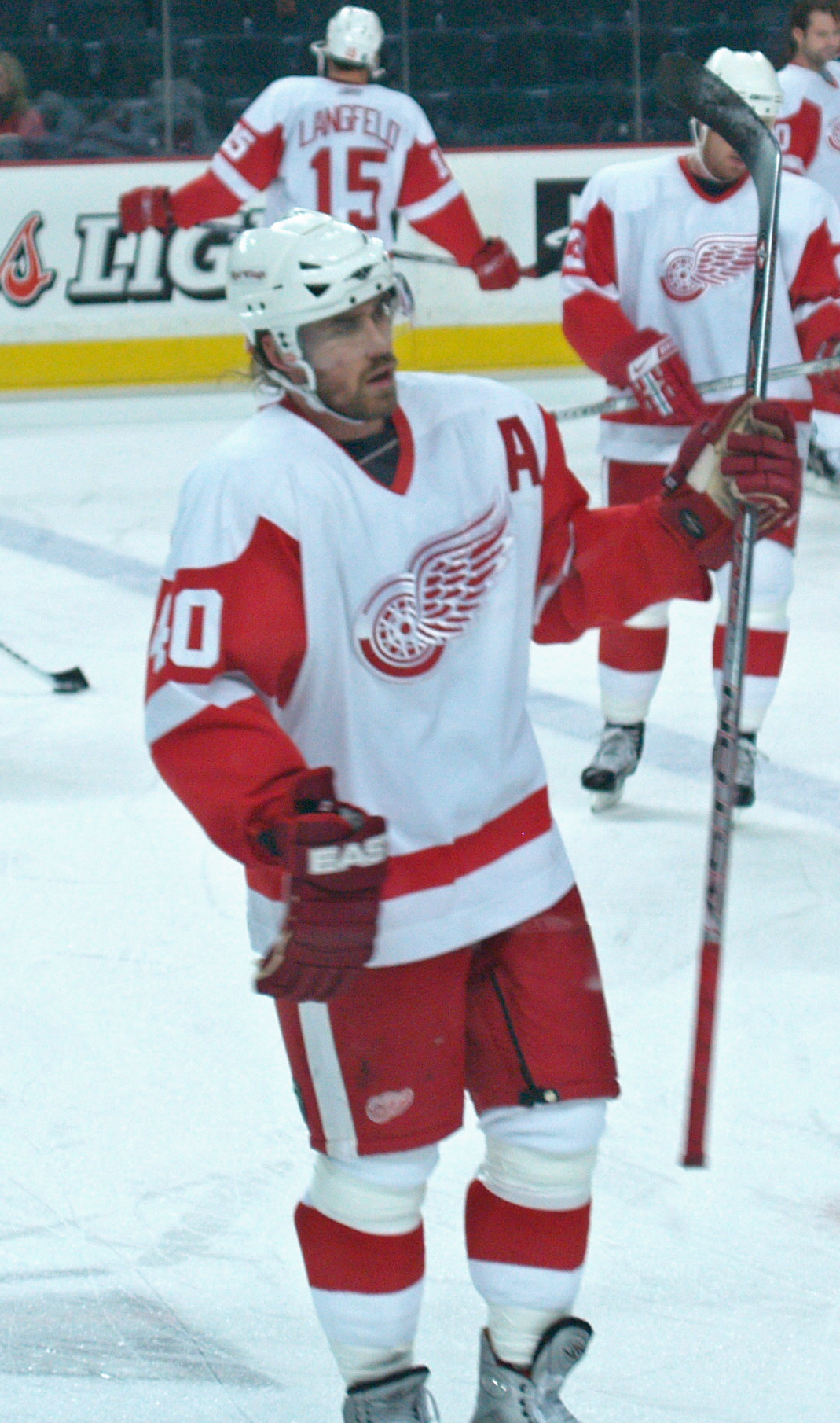
Henrik Zetterberg (2006)

## Carrière
Zetterberg begon zijn carrière in Zweden bij Timrå IK. Hij werd in 1999 gedraft door de Detroit Red Wings, hij zou echter pas in 2002 zijn HNL-debuut maken. In zijn debuutseizoen speelde hij 79 wedstrijden. Hierin kwam hij tot 22 doelpunten en 22 assists. Vanwege de staking in het seizoen 2004/2005 keerde Zetterberg voor één seizoen terug naar Timrå IK. Hier wist hij 50 keer te scoren in 50 wedstrijden. In 2007 werd hij voor het eerst gekozen in het NHL All Star team. In het seizoen 2007/2008 won Henrik Zetterberg met de Detroit Red Wings de Stanley Cup. Hij werd tevens winnaar van de Conn Smythe Trophy. Na dit seizoen tekende Zetterberg een contract voor twaalf seizoenen bij de Detroit Red Wings. Tijdens de staking in het seizoen 2012/2013 speelde Zetterberg voor het Zwitserse EV Zug. Bij terugkomst bij de Red Wings werd hij benoemd tot aanvoerder.

## Nationale ploeg
Zetterberg nam met de Zweedse ijshockeyploeg viermaal deel aan de Olympische Winterspelen (2002, 2006, 2010 en 2014). In 2006 werd de Zweedse ijshockeyploeg zowel olympisch als wereldkampioen. Op de Olympische Winterspelen van 2014 zou Zetterberg de aanvoerder worden van de Zweedse ijshockeyploeg. Hij raakte echter na één wedstrijd geblesseerd. Het Zweedse team won uiteindelijk zonder Zetterberg de zilveren medaille.

## Persoonlijk
Zetterberg is getrouwd met Emma Andersson, een Zweeds model en tv-persoonlijkheid. Hij heeft één zoon. Voor zijn ijshockeycarrière is Zetterberg zeven maanden in militaire dienst geweest.

## Statistieken NHL
| 2002/2003  | Detroit Red Wings | NHL        | 79  | 22  | 22  | 44  | 8   | 4   | 1  | 0  | 1   | 0  |
| 2003/2004  | Detroit Red Wings | NHL        | 61  | 15  | 28  | 43  | 14  | 12  | 2  | 2  | 4   | 4  |
| 2005/2006  | Detroit Red Wings | NHL        | 77  | 39  | 46  | 85  | 30  | 6   | 6  | 0  | 6   | 2  |
| 2006/2007  | Detroit Red Wings | NHL        | 63  | 33  | 35  | 68  | 36  | 18  | 6  | 8  | 14  | 12 |
| 2007/2008  | Detroit Red Wings | NHL        | 75  | 43  | 49  | 92  | 34  | 22  | 13 | 14 | 27  | 16 |
| 2008/2009  | Detroit Red Wings | NHL        | 77  | 31  | 42  | 73  | 36  | 23  | 11 | 13 | 24  | 13 |
| 2009/2010  | Detroit Red Wings | NHL        | 74  | 23  | 47  | 70  | 26  | 12  | 7  | 8  | 15  | 6  |
| 2010/2011  | Detroit Red Wings | NHL        | 80  | 24  | 56  | 80  | 40  | 7   | 3  | 5  | 8   | 2  |
| 2011/2012  | Detroit Red Wings | NHL        | 82  | 22  | 47  | 69  | 47  | 5   | 2  | 1  | 3   | 4  |
| 2012/2013  | Detroit Red Wings | NHL        | 46  | 11  | 37  | 48  | 18  | 14  | 4  | 8  | 12  | 8  |
| 2013/2014  | Detroit Red Wings | NHL        | 45  | 16  | 32  | 48  | 20  | 2   | 1  | 1  | 2   | 0  |
| 2014/2015  | Detroit Red Wings | NHL        | 77  | 17  | 49  | 66  | 32  | 7   | 0  | 3  | 3   | 8  |
| 2015/2016  | Detroit Red Wings | NHL        | 13  | 37  | 50  | 24  | 5   | 1   | 0  | 1  | 4   |    |
| Totaal NHL | Totaal NHL        | Totaal NHL | 918 | 309 | 527 | 836 | 365 | 137 | 57 | 63 | 120 | 79 |

## Persoonlijke prijzen
- 2 x NHL All Star Team - 2007/2008
- 1 x Conn Smythe Trophy - 2008
- 1 x Stanley Cup - 2008
- 1 x NHL Foundation Player Award - 2013
- 1 x King Clancy Memorial Trophy - 2015